# Regioni della Guinea

Regioni della Guinea

Le regioni della Guinea sono la suddivisione territoriale di primo livello del Paese e sono pari a 7, cui si aggiunge la zona speciale di Conakry. Ciascuna regione si articola ulteriormente in prefetture.

## Lista
| Localizzazione | Regione              | Capoluogo | Popolazione (2014) | Superficie (Km²) |
| -------------- | -------------------- | --------- | ------------------ | ---------------- |
|                | Regione di Boké      | Boké      | 1 083 147          | 38 969           |
|                | Conakry              | -         | 1 660 973          | 308              |
|                | Regione di Faranah   | Faranah   | 941 554            | 41 880           |
|                | Regione di Kankan    | Kankan    | 1 972 537          | 65 334           |
|                | Regione di Kindia    | Kindia    | 1 561 374          | 30 157           |
|                | Regione di Labé      | Labé      | 994 458            | 24 144           |
|                | Regione di Mamou     | Mamou     | 731 188            | 16 720           |
|                | Regione di Nzérékoré | Nzérékoré | 1 578 030          | 45 017           |